# Обішовце
Обішовце (словац. Obišovce) — село в окрузі Кошиці-околиця Кошицького краю Словаччини. Площа села 9,76 км². Станом на 31 грудня 2016 року в селі проживало 438 жителів.

## Історія
Перші згадки про село датуються 1289 роком.

## Населення
| Рік:            | 1994. | 2004.   | 2014.    | 2024.   |
| --------------- | ----- | ------- | -------- | ------- |
| Кількість осіб: | 384   | 385     | 445      | 482     |
| Різниця:        |       | +0,26 % | +15,58 % | +8,31 % |

| Рік:            | 2023. | 2024.   |
| --------------- | ----- | ------- |
| Кількість осіб: | 483   | 482     |
| Різниця:        |       | -0,20 % |